# Eupatorium ostenii
Eupatorium ostenii là một loài thực vật có hoa trong họ Cúc. Loài này được B.L.Rob. mô tả khoa học đầu tiên năm 1933.